# Solociîn, Svaleava
Solociîn (în ucraineană Солочин) este o comună în raionul Svaleava, regiunea Transcarpatia, Ucraina, formată numai din satul de reședință.

## Demografie
Componența lingvistică a comunei Solociîn
     Ucraineană (99,55%)
     Alte limbi (0,45%)
Conform recensământului din 2001, majoritatea populației comunei Solociîn era vorbitoare de ucraineană (99,55%), existând în minoritate și vorbitori de alte limbi.